# Barbara Comstock

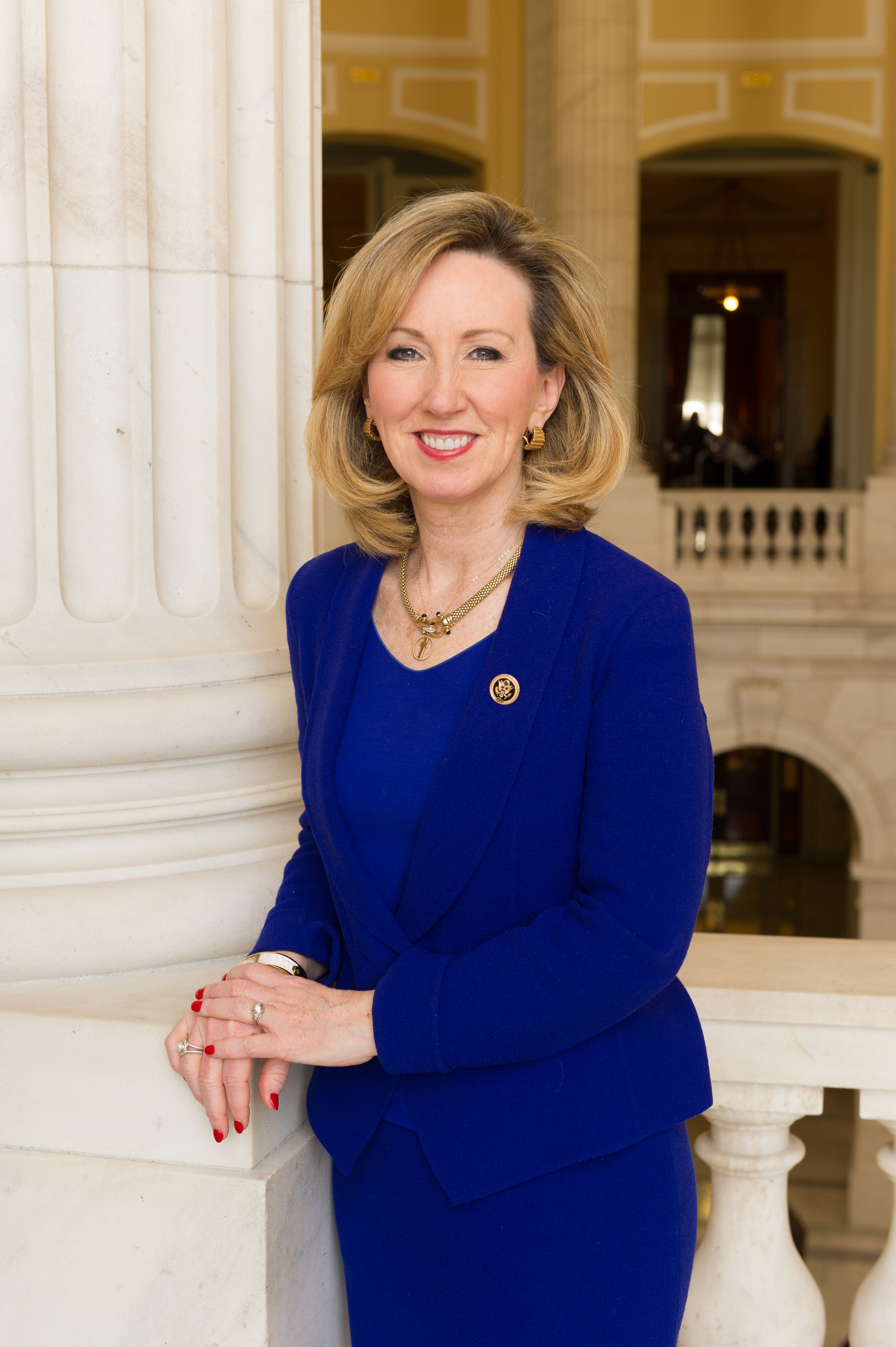
Barbara Comstock (2015)

Barbara Jean Comstock (* 30. Juni 1959 in Springfield, Massachusetts) ist eine US-amerikanische Juristin und Politikerin. Von 2015 bis 2019 vertrat sie den Bundesstaat Virginia im US-Repräsentantenhaus.

## Leben
Barbara Comstock studierte am Middlebury College in Vermont politische Wissenschaften. Nach einem anschließenden Jurastudium an der Georgetown University in Washington, D.C. und ihrer Zulassung als Rechtsanwältin begann sie in diesem Beruf zu arbeiten. Unter anderem ist sie Gründungsmitglied der Agenturen Corallo Comstock und Comstock Strategies. Gleichzeitig schlug sie eine politische Laufbahn ein. Sie machte eine Ausbildung im Büro von Senator Edward Kennedy. Zwischen 1991 und 1995 gehörte sie zum Stab des Kongressabgeordneten Frank Wolf, der wie sie selbst der Republikanischen Partei angehört und dessen Nachfolge sie 2015 antreten sollte. Zwischen 1995 und 1999 war sie administratives Mitglied des Kongressausschusses für Regierungsreformen. Im Jahr 2000 arbeitete sie während des Präsidentschaftswahlkampfes für George W. Bush. Danach war sie in den Jahren 2002 und 2003 für das US-Justizministerium tätig. 2012 gehörte sie als Beraterin zum Wahlkampfteam von Mitt Romney, der damals erfolglos für die Präsidentschaft kandidierte. Außerdem gehörte sie von 2009 bis 2014 dem Abgeordnetenhaus von Virginia an.
Bei den Kongresswahlen des Jahres 2014 wurde Comstock im zehnten Wahlbezirk von Virginia mit 56,49 Prozent der Wählerstimmen gegen den Demokraten John Foust in das US-Repräsentantenhaus in Washington gewählt, wo sie am 3. Januar 2015 die Nachfolge von Frank Wolf antrat, der nach 34 Jahren im Amt nicht mehr kandidiert hatte. Da sie im Jahr 2016 in ihrem Amt bestätigt wurde, wird sie auch dem am 3. Januar 2017 zusammentretenden 115. Kongress der Vereinigten Staaten angehören. Ihre neue Legislaturperiode lief bis zum 3. Januar 2019; sie trat im November 2018  zur Wiederwahl an, unterlag jedoch der Demokratin Jennifer Wexton.
Nach ihrem Ausscheiden aus der aktiven Politik wurde sie Ende Januar 2019 leitende Beraterin der Lobbying-Firma Baker Donelson’s Government Relations and Public Policy Group.